# Kernenergie in Belgien
Die Kernenergie in Belgien wird Stand Februar 2025 an zwei Standorten mit insgesamt vier Reaktorblöcken und einer installierten Nettogesamtleistung von 3.483 MW betrieben. Der erste Reaktor BR1 (Belgian Reactor 1) wurde 1956 in Betrieb genommen. Der erste rein kommerziell genutzte Reaktorblock ging 1974 in Betrieb. Kernenergie trug im Jahr 2011 etwa 54 % zur Gesamtstromerzeugung in Belgien bei. In den Jahren 2018, 2019 und 2020 waren es 31,2, 48,7 und 39,1 %. 2023 stammten 41,3 % des erzeugten Stroms aus Kernenergie. Im September 2022 wurde Block Doel-2 (1005 MW) stillgelegt, im Januar 2023 Block Tihange-2 (1008 MW) und am 14. Februar 2025 Block Doel-1 (445 MW). Seitdem werden noch vier Blöcke betrieben.

## Geschichte

### Bis 1974

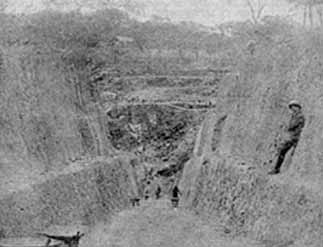
Shinkolobwe-Uranmine, 1925

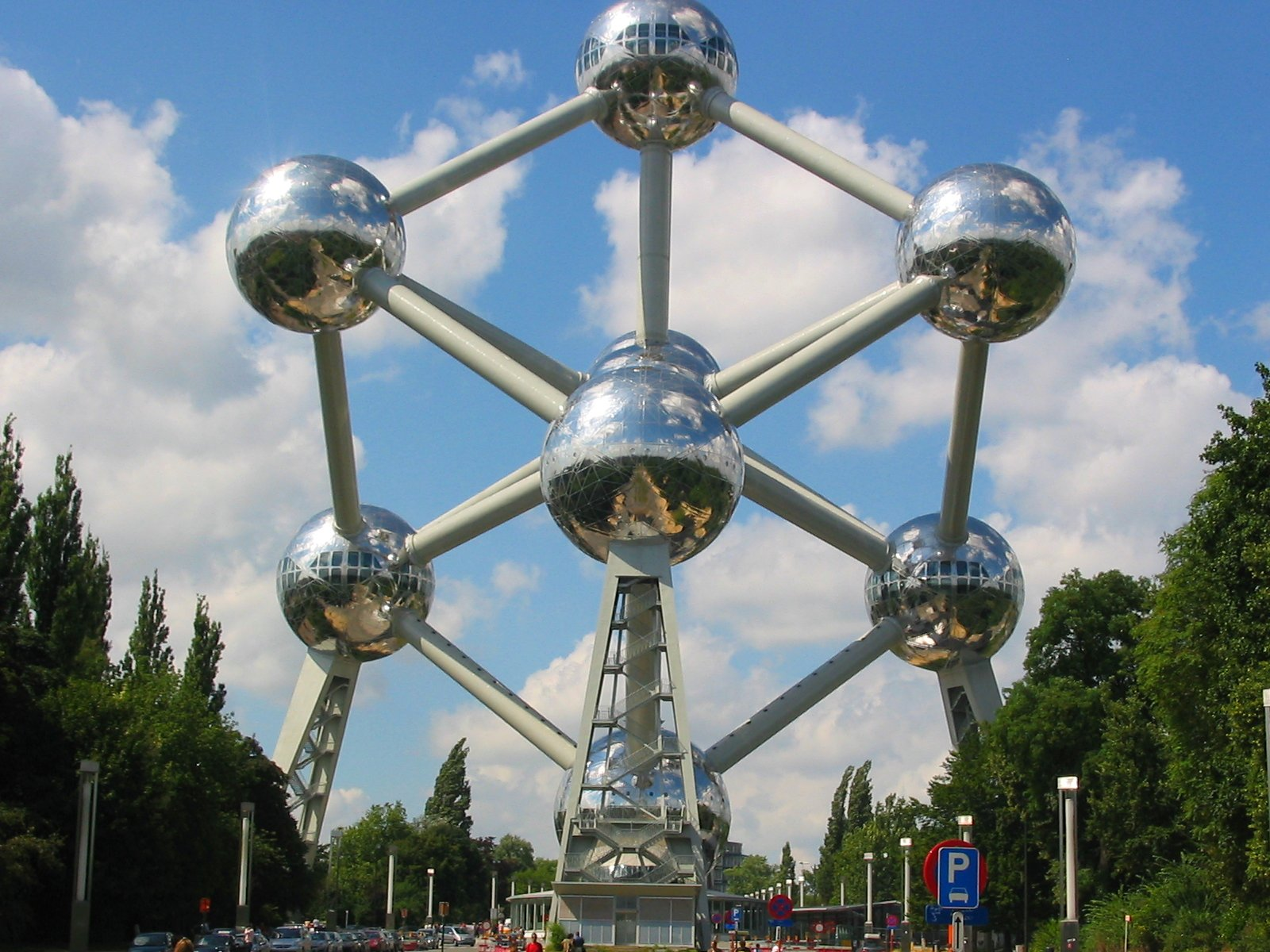
Atomium

Bereits 1913 wurde Uranerz in Haut-Katanga im damaligen Belgisch-Kongo entdeckt. Die Erzvorkommen, die in der Shinkolobwe Mine gefunden wurden, waren außergewöhnlich reichhaltig. Abgebaut wurde das Uran von der Union Minière du Haut Katanga (UMHK). Schon vor dem Zweiten Weltkrieg äußerten die Vereinigten Staaten Interesse an diesem Uranerz, jedoch dauerte es bis 1942, bis die USA für das Manhattan-Projekt nach Uran verlangten. Durch seine Kolonien war Belgien eines der wenigen Länder mit einem beträchtlichen Vorrat an Uranerz und wurde so zum Hauptlieferanten für die USA. Diese Handelsbeziehung führte dazu, dass Belgien Zugang zu Nukleartechnologie für zivile Zwecke erhielt. Die zivile Nutzung der Kernenergie in Belgien geht auf die Initiative von Pierre Ryckmans und den Atomic Energy Act der USA von 1946 zurück.
Im Jahr 1952 führte dies zur Gründung des Studienzentrums für Kernenergie. Der erste Reaktor BR1 (Belgian Reactor 1) wurde 1956 in Mol in Betrieb genommen. Der Bau von BR2 begann im folgenden Jahr.
1958 wurde zur Weltausstellung das Atomium in Brüssel als Symbol für das Atomzeitalter und die friedliche Nutzung der Kernenergie fertiggestellt.
1962 erfolgte die Inbetriebnahme des allerersten Druckwasserreaktors auf europäischem Boden. Der BR-3 in Mol war ein amerikanischer Lizenzbau von Westinghouse Electric Company und wies nur eine geringe thermische Reaktorleistung auf; er diente von Beginn an zu Forschungszwecken, wurde aber auch kommerziell zur Stromerzeugung genutzt.
Von 1967 bis 1974 wurde in Mol auch die Wiederaufarbeitungsanlage Eurochemic betrieben.
1969 begann der Bau des ersten rein kommerziellen Reaktorblocks in Belgien (Doel-1 im Kernkraftwerk Doel).
1972 beteiligte sich Belgien zusammen mit den Niederlanden und Deutschland an dem gescheiterten schnellen Brüter SNR-300 in Kalkar. 1973 gründeten Belgien und vier weitere europäische Länder Eurodif.
Als Beginn der kommerziellen Kernenergie-Produktion gilt die Inbetriebnahme der Blöcke 1 und 2 des Kernkraftwerkes Doel und des Blocks 1 des Kernkraftwerkes Tihange in den Jahren 1974 und 1975. Ihnen folgten in den 1980er Jahren noch vier weitere Kraftwerks-Blöcke an denselben Standorten.

### Bis 2011
1986 wurde in Dessel eine Fabrik zur Produktion von MOX-Brennelementen für kommerzielle Kernkraftwerke in Betrieb genommen, welche auch das Ausland bedient.
Am 30. Juni 1987 wurde der älteste Druckwasserreaktor auf europäischem Boden, der BR-3, abgeschaltet.
1999 hat die Regierung Verhofstadt I, bestehend aus den Liberalen (Vlaamse Liberalen en Democraten und Mouvement Réformateur), den Sozialisten (Sociaal Progressief Alternatief und Parti Socialiste) sowie den beiden grünen Parteien (Groen! und Ecolo), eine Laufzeitbegrenzung der belgischen Reaktoren auf 40 Jahre festgeschrieben und dem Neubau von Atomkraftwerken eine Absage erteilt. Eine Gesetzesvorlage, die den Ausstieg des Landes aus der Kernenergie bis zum Jahr 2025 vorsah, wurde am 6. Dezember 2002 vom Abgeordnetenhaus gebilligt und am 16. Januar 2003 auch vom Senat angenommen.
Für Schlagzeilen sorgten in den 2000er Jahren zwei Unfälle bzw. Störfälle (INES 3 und 4) in einer nukleartechnischen Radiochemischen Industrieanlage in Fleurus.
Im Frühjahr 2003 gab es Neuwahlen. An der Regierung Verhofstadt II waren die Grünen nicht mehr beteiligt. Im September 2005 entschied diese, die vorher gefällte Entscheidung teilweise rückgängig zu machen. So wurde die Ausstiegsfrist um 20 Jahre verlängert, ebenso wurde eine Option für weitere Verlängerungen der Gesamtlaufzeit offen gehalten. Dabei blieb unklar, ob neue Kernkraftwerke gebaut werden. Begründet wurde die Entscheidung damit, dass es unrealistisch sei, den Strom, der durch Kernkraftwerke erzeugt wird, zu ersetzen. Die beiden einzigen realistischen Alternativen bestanden nach dieser Auffassung darin, mehrere Öl- und/oder Kohlekraftwerke zu bauen oder Strom aus dem Ausland zu importieren. Während die erste Möglichkeit den Anweisungen des Kyoto-Protokolls widerspricht, erschien die zweite als teurer als das Betreiben der Kernkraftwerke.
Dies war einer der Hauptgründe, den Ausstieg rückgängig zu machen, weil es als unmöglich erschien, mehr als die Hälfte des Stromes aus Erneuerbaren Energien zu beziehen. Der Anteil regenerativer Energien in Belgien lag damals nur bei etwa 3–4 %. Das Land strebte bis 2020 an, 13 % des Energieverbrauchs auf erneuerbare Energien umzustellen. Bis 2017 konnte Belgien den Anteil der erneuerbaren Energien am Bruttoendenergieverbrauch auf etwa 9 % steigern.

### Bis 2020
Als Reaktion auf die Nuklearkatastrophe von Fukushima hatten sich 2011 die Regierungsparteien darauf geeinigt, dass alle sieben belgischen Kernkraftwerks-Blöcke ab 2015 sukzessive abgeschaltet werden sollen, wie bereits in einem Gesetz von 2003 zum Atomausstieg festgeschrieben worden war. Wegen des massiven Ausfalls von Strom wurde dieser Ausstiegstermin später aber wieder in Frage gestellt.
Im Oktober 2011 einigte sich die neue Regierung darauf, den Atomausstieg ab 2015 wie ursprünglich geplant umzusetzen. Der Regierungsplan sah vor, dass alle Atomkraftwerke spätestens bis 2025 geschlossen werden sollen.
In den Reaktoren Doel-3 und Tihange-2 wurden im November 2012 Risse in den Druckbehältern gefunden, worauf die Reaktoren heruntergefahren wurden. Nach einer Reparatur wurden sie im Juni 2013 wieder ans Netz genommen, im März 2014 aufgrund des gleichen Problems jedoch auf Anordnung der Agentur für Nuklearkontrolle vorübergehend wieder heruntergefahren. Im August 2014 kam es im Reaktor Doel-4 durch Ölverlust zu einem schweren Turbinenschaden. Der Reaktor konnte bis Dezember 2014 keinen Strom erzeugen.
Als Folge dieses Ausfalls standen über 50 % der Leistung der Kernkraftwerke bzw. rund 25 % der Gesamtleistung aller belgischen Kraftwerke nicht zur Verfügung und es wuchs die Sorge vor einem Stromengpass in Belgien oder gar einem Blackout. Die Regierung Michel II beschloss daher am 18. Dezember 2014, analog zu einer bereits früher für den Reaktor Tihange-1 getroffenen Entscheidung, die Laufzeit der beiden älteren Reaktoren in Doel (Doel-1 und Doel-2), um zehn Jahre bis 2025 zu verlängern. Gleichzeitig spekulierte die zuständige Energieministerin Marie-Christine Marghem über eine grundsätzliche Rolle der Kernenergie in Belgien auch nach 2025. Allerdings wurde der Reaktor Doel-1 wegen einer fehlenden Weiterbetriebsgenehmigung durch die belgischen Atomaufsichtsbehörden im Februar 2015 vom Netz genommen. Der Leistungsbetrieb wurde, ebenso wie in den Anlagen Doel-3 und Tihange-2, im Dezember 2015 wieder aufgenommen, trotz Rissbefunden und Sicherheitsbedenken u. a. wegen Materialfehlern im verwendeten Stahl für den Reaktordruckbehälter. Die deutsche Bundesregierung trug „nachdrücklich“ Bedenken gegen die Wiederaufnahme vor. Andererseits werden die belgischen Kernkraftwerke mit Brennelementen aus Deutschland (Urananreicherungsanlage Gronau und Brennelementfertigungsanlage Lingen) beliefert. Damit waren die sieben belgischen Reaktoren wieder am Netz, mit der Absicht, sie mindestens bis 2025 weiterzubetreiben.
Da wegen Wartungsarbeiten ab Oktober 2018 nur noch ein Kernreaktor am Netz war und Engpässe in der Stromversorgung befürchtet wurden, bat die zuständige Energieministerin Marie-Christine Marghem um Stromlieferungen aus Deutschland. Hierfür wurde eine direkte Hochspannungsleitung in HGÜ-Technik unter dem Namen ALEGrO Ende 2020 fertiggestellt. Bereits seit Jahren importiert das Land Strom aus den Nachbarländern. Gleichzeitig bedeutet die direkte Stromleitung auch Lieferungen belgischen Atomstroms nach Deutschland.

### Nach 2020
Am 23. Dezember 2021 gab die belgische Regierung De Croo bekannt, dass die beiden Kernkraftwerke in Doel und Tihange beginnend ab 2022 bis zum Jahr 2025 dauerhaft abgeschaltet werden sollten. Ihre Demontage solle bis zum Jahr 2045 abgeschlossen sein. Die sieben Koalitionspartner in der belgischen Regierung waren in der Behandlung der Kernenergie uneins gewesen und hatten sich das Jahr 2021 als letzte Frist für einen Beschluss zu dieser Frage gesetzt. Im Oktober 2021 forderten die Grünen (Ecolo, Groen) einen raschen Atomausstieg und die Deckung der Stromlücke durch neu gebaute Gaskraftwerke. Politiker der wallonischen Partei Mouvement Réformateur und andere lehnten dies ab. Sie wiesen auf die daraus resultierende Abhängigkeit von russischen Gaslieferungen und die erhöhten Treibhausgas-Emissionen hin.
Der regierungsinterne Kompromiss von Ende 2021 sieht auch 100 Millionen Euro Fördermittel für Forschungen zur Entwicklung kleiner modularer Kernreaktoren vor.
Seit Juli 2022 stuft die EU-Kommission Investitionen in Kernenergie als ökologisch nachhaltig ein. Die knappe Mehrheit der EU-Länder (14 von 27) hat keine aktiven Kernkraftwerke; die Mehrheit der Betreiberländer (allen voran Frankreich) will ihre Kernkraftwerke nicht vorzeitig abschalten. Belgien war Ende 2021 tendenziell ein Befürworter der Atomkraft und wollte sich die Option zum Bau und Betrieb von Kernkraftwerken offen halten.
Die an der Sieben-Parteien-Regierung beteiligte Open VLD drang darauf, die Laufzeit von zwei Kernreaktoren zu verlängern – wegen der im Winter 2021/22 hohen Energiepreise und der globalen Erwärmung. Die Regierung De Croo vertagte die Entscheidung auf das Frühjahr 2022.
Am 16. März 2022, knapp einen Monat nach Beginn des russischen Überfalls auf die Ukraine, stellte die grüne Energieministerin Tinne Van der Straeten dem Regierungskollegium den Plan vor, die Laufzeit der jüngsten zwei von sieben noch in Betrieb befindlichen Kraftwerksblöcken (Tihange 3 und Doel 4) zu verlängern – eine Kehrtwende grüner Energiepolitik. Über die geplante Laufzeitverlängerung wurde dann mit dem Betreiber der beiden Kraftwerke Engie verhandelt, anderseits wurde Doel 3 überraschend und trotz Energiekrise im September 2022 definitiv stillgelegt. Am 22. Juli 2022 gab die belgische Regierung bekannt, die beiden Reaktoren Doel 4 und Tihange 3 wegen der aktuellen Energiekrise weitere zehn Jahre (bis 2035) zu betreiben, im Januar 2023 waren die letzten Details dazu zwischen der Regierung und Engie ausgehandelt. Am 31. Januar 2023 wurde der Kernreaktor Tihange 2 endgültig abgeschaltet.
Die am 3. Februar 2025 ins Amt gekommene Mitte-Rechts-Regierung De Wever („Arizona-Koalition“) kündigte einen drastischen Wandel in der Energiepolitik an: Man wolle eines Tages zusätzlich zu 4 GW Atomstrom aus existierenden Anlagen weitere 4 GW in neuen Kraftwerken produzieren, so Energieminister Mathieu Bihet. Der laufende Ausstieg aus der Kernenergie solle gestoppt werden. Dazu wolle man kurzfristig bestehende Kapazitäten ausbauen und längerfristig neue Kapazitäten aufbauen. Die Verlängerung der Lebensdauer der Kernreaktoren Doel 1, Doel 2 und Tihange 1 solle geprüft und die Laufzeit der Kernreaktoren Doel 4 und Tihange 3 um mindestens zehn weitere Jahre nach 2035 verlängert werden.
Der Kernkraftwerksbetreiber Engie lehnte die Regierungspläne entschieden ab. Man werde weiter die vollständige Stilllegung der bereits abgeschalteten Kernkraftwerke sowie die sichere Abschaltung der Reaktoren, die 2025 abgeschaltet werden sollen, sowie die beschlossene Verlängerung von Doel 4 und Tihange 3 bis 2035 vorantreiben. Eine noch längere Laufzeit der Kernkraftwerke sei laut Engie-Chef Vincent Verbeke „undenkbar“. Kernenergie sei nicht mehr Teil der strategischen Ausrichtung des Unternehmens und man werde nicht mehr in sie investieren. Dies bedeute, dass die Regierung De Wever entweder einen neuen Betreiber finden oder die Kernkraftwerke verstaatlichen müsste, um ihren Kernenergieplan umzusetzen.
Am 15. Mai 2025 stimmte das belgische Parlament mit großer Mehrheit für ein Ende des Atomausstiegs. 102 Abgeordnete von N-VA, CD&V, Vooruit, MR, Les Engagés, Vlaams Belang und Open VLD stimmten dem Gesetzesvorschlag zu, 8 grüne Abgeordnete von Ecolo und Groen stimmten dagegen. Es gab 31 Enthaltungen von PS und PVDA/PTB. Die Reaktoren Tihange 1 und Doel 2 sind seit knapp 50 Jahren in Betrieb und sollten eigentlich zum Jahresende abgeschaltet werden. Das nun verabschiedete Gesetz macht den Weiterbetrieb möglich.

## Liste der Kernkraftwerke in Belgien
| Name    | Block | Reaktor- typ | Modell    | Status      | Leistung [MWe] | Leistung [MWe] | Therm. Leistung [MWt] | Bau- beginn | Erste Kritikalität | Erste Netz- synchro- nisation | Kommer- zieller Betrieb (geplant) | Abschal- tung (geplant) | Ein- speisung [TWh] |
| Name    | Block | Reaktor- typ | Modell    | Status      | Netto          | Brutto         | Therm. Leistung [MWt] | Bau- beginn | Erste Kritikalität | Erste Netz- synchro- nisation | Kommer- zieller Betrieb (geplant) | Abschal- tung (geplant) | Ein- speisung [TWh] |
| ------- | ----- | ------------ | --------- | ----------- | -------------- | -------------- | --------------------- | ----------- | ------------------ | ----------------------------- | --------------------------------- | ----------------------- | ------------------- |
| BR-3    | 1     | PWR          | Prototype | Stillgelegt | 10 (11)        | 12             | 41                    | 01.11.1957  | 29.08.1962         | 10.10.1962                    | 10.10.1962                        | 30.06.1987              | 0,76                |
| Doel    | 1     | PWR          | WH 2LP    | Stillgelegt | 445 (392)      | 454            | 1311                  | 01.07.1969  | 18.07.1974         | 28.08.1974                    | 15.02.1975                        | 14.02.2025              | 143,91              |
| Doel    | 2     | PWR          | WH 2LP    | In Betrieb  | 445            | 454            | 1311                  | 01.09.1971  | 04.08.1975         | 21.08.1975                    | 01.12.1975                        | (01.12.2025)            | 142,25              |
| Doel    | 3     | PWR          | WH 3LP    | Stillgelegt | 1006 (890)     | 1056           | 3054                  | 01.01.1975  | 14.06.1982         | 23.06.1982                    | 01.10.1982                        | 23.09.2022              | 270,92              |
| Doel    | 4     | PWR          | WH 3LP    | In Betrieb  | 1038 (1000)    | 1090           | 2988                  | 01.12.1978  | 31.03.1985         | 08.04.1985                    | 01.07.1985                        | (2035)                  | 286,54              |
| Tihange | 1     | PWR          | Framatome | In Betrieb  | 962 (870)      | 1009           | 2873                  | 01.06.1970  | 21.02.1975         | 07.03.1975                    | 01.10.1975                        | (01.10.2025)            | 314,56              |
| Tihange | 2     | PWR          | WH 3LP    | Stillgelegt | 1008 (900)     | 1055           | 3064                  | 01.04.1976  | 05.10.1982         | 13.10.1982                    | 01.06.1983                        | 01.02.2023              | 270,83              |
| Tihange | 3     | PWR          | WH 3LP    | In Betrieb  | 1038 (1020)    | 1089           | 3000                  | 01.11.1978  | 05.06.1985         | 15.06.1985                    | 01.09.1985                        | (2035)                  | 297,10              |

1. ↑  Der IAEA wurden für den Block 1 des KKW BR-3 für die Jahre 1962 bis 1972 und 1980 bis 1981 keine Daten bzgl. der Jahreserzeugung geliefert.
2. ↑  Framatome 3 loops reactor
3. ↑  Der IAEA wurden für den Block 3 des KKW Tihange für das Jahr 1985 keine Daten bzgl. der Jahreserzeugung geliefert.